# Blockleiter
Blockleiter (niem. naczelnik bloku) – tytuł paramilitarny w Narodowosocjalistycznej Partii Robotniczej Niemiec, istniejący w latach 1930–1945. Stopień Blockleitera był najniższą rangą polityczną w hierarchii partii NSDAP i odpowiadał za nadzór określonego kwartału w miastach oraz na terenach jego sąsiedztwa.
Tytuł Blockleitera został utworzony w 1930 roku pod nazwą Blockwart. Politycy NSDAP posiadający tytuł Blockwarta byli odpowiedzialni za organizację terenu miejskiego zespołu mieszkaniowego oraz ściśle współpracowali w Zellenleiterami („naczelnikami komórek”), którzy dowodzili tzw. „komórką”, w skład której wchodziło od 8 do 10 bloków mieszkalnych. W 1933 tytuł Blockleitera został zniesiony i zastąpiony inną rangą, noszącą nazwę Mitarbeitera („współpracownik”). Tytuł Blockleitera podzielony był na cztery inne rangi.
Podział stopnia:
- Blockhelfer – asystent kwartału,
- Blockleiter – naczelnik kwartału,
- Blockwalter – administrator kwartału,
- Blockobmann – brygadzista kwartału.

W 1935 r. było ich ok. 200 000; licząc wraz z pomocnikami. Według partyjnych statystyk z 1935 r. ponad dwie trzecie „politycznych przodowników” wywodziło się z klasy średniej. Często stanowili pierwszy adres, pod który udawali się donosiciele, poddawali ścisłej obserwacji znanych dysydentów, Żydów oraz osoby utrzymujące z nimi kontakty, a także ludzi „politycznie niepewnych”, zazwyczaj dawnych przeciwników NSDAP.
Często nazywani mianem „złotych bażantów” od ich brązowo-złotych mundurów z czerwonymi epoletami na kołnierzach, mieli meldować o „plotkarzach” oraz wszystkich osobach, które nie podporządkowywały się lokalnym strukturom Partii, z kolei te przekazywały ich nazwiska oraz występki Gestapo. Ci, którzy podpadli „naczelnikom bloków” mogli spotkać się także z odmową dostępu do świadczeń państwowych oraz zasiłków.
Podczas wojny istniał jeszcze tytuł bojowy naczelnika kwartału, tzw. Betriebsblockobmann (brygadzista bojowy kwartału), który obejmował dowództwo nad wspólnotą mieszkalną kwartału. W czasie pokoju do głównych obowiązków Blockleiterów należało szpiegowanie mieszkańców kwartału i denucjacja podejrzanych, stała współpraca z Gestapo oraz zbieranie podpisów na darowizny charytatywne. W czasie II wojny światowej, liczba Bockleiterów wynosiła nieco ponad 500 tys. oficerów.